# 7L & Esoteric
7L & Esoteric (alias 7LES) zijn een hiphopduo uit Boston, Massachusetts in de VS. 7L (George Andrinopoulos) is Dj en producer en Esoteric (Seamus Ryan) is dj en rapper. Ze maken deel uit van het hiphop-collectief Army of the Pharaohs. Verder vormen ze ook samen met rapper Inspectah Deck (ook bekend van Wu-Tang Clan) de hiphopgroep Czarface. Het duo maakt hoofdzakelijk underground hiphop en gebruikt daarbij unieke samples.

## Historiek
Het duo leerde elkaar kennen toen Esoteric een hiphopshow had op de lokale schoolradio (WMWM) in Noord-Boston. 7L contacteerde Esoteric omdat hij van dezelfde muziek hield, het klikte en het duo besloot een groep te vormen. Na wat optredens in lokale undergroundclubs releasen ze in 1996 hun eerste single: God Complex. De B-kant van de single trok echter meer aandacht, want het nummer Secret Wars, welke een eerbetoon aan Marvel Comics was viel in de smaak. Het zorgde onder andere voor een samenwerking met Mr. Lif -wie destijds ook een opkomend talent was- op hun eerste LP genaamd Rebel Alliance.
De bal ging aan het rollen, ze werkten samen met Inspectah Deck en sloten zich aan bij het collectief Army of the Pharaohs, waardoor ze konden samenwerken met de hiphopgroep Jedi Mind Tricks en hun oprichter Vinnie Paz.
In 2006 gingen ze met het album 'A New Dope' een andere richting uit, ze maakten nog steeds Underground hiphop maar er waren meer electro-invloeden en ze legden nog meer de nadruk op unieke samples. Zo werd bijvoorbeeld Serge Gainsbourgs "Bonnie and Clyde" gesampled op de track "Everywhere". Behalve deze sample bevat de song talloze samples zonder chaotisch te klinken. Deze lijn werd doorgezet over het hele album.
In 2011 ontstond de hiphopgroep Czarface, opnieuw een samenwerking tussen het duo 7L & Esoteric met rapper Inspectah Deck. Het blijkt een gouden samenwerking met bijzonder hoge productiviteit. De groep maakte ook twee albums met intussen overleden rapper MF Doom, waarvan het album  'Super What?' na zijn dood uitkwam.

## Discografie

### Studioalbums
- Speaking Real Words EP - Direct Records / Landspeed 1999
- The Soul Purpose - Direct Records / Landspeed 2001
- Dangerous Connection - Brick Records 2002
- DC2: Bars of Death - Babygrande Records 2004
- A New Dope - Babygrande Records 2006
- Dope Not Hype (mixtape, limited pressing) - 2006
- 1212 - Fly Casual Creative 2010

### Compilaties
- Rebel Alliance LP - Brick Records 1996
- DJ Revolution - R2K - 1999
- DJ Spinna presents - Urban Theory - Beat Suite - 2000
- Moment of Rarities - Babygrande Records 2005

### Samenwerkingen
- Demigodz - The Godz Must Be Crazy ep - 2002 (Ill Boogie)
- Vinyl Thug Music (7L & Beyonder) - Vinyl Thug Music - 2003
- Vinyl Thug Music (7L & Beyonder) - Welcome to Shaftville U.S.A. - 2005
- Army of the Pharaohs - The Torture Papers (album)|The Torture Papers - 2006 (Babygrande Records)
- Army of the Pharaohs - Ritual of Battle - 2007 (Babygrande Records)
- East Coast Avengers - Prison Planet - 2008 (Esoteric, Tha Trademarc, DC The Midi Alien)
- Army of the Pharaohs - The Unholy Terror - 2010 (Babygrande/Enemy Soil)
- Demigodz - Killmatic - 2013 (Dirty Version)
- Esoteric & Stu Bangas - Machete Mode - 2013 (Man Bites Dog)
- Army of the Pharaohs - In Death Rebor - 2014 (Enemy Soil)
- Army of the Pharaohs -  Heavy Lies the Crown - 2014 (Enemy Soil)
- Czarface - Czarface (with Inspectah Deck as Czarface) - 2013 (Brick Records)
- Czarface - Every Hero Needs a Villain (with Inspectah Deck as Czarface) - 2015 (Brick Records)
- Czarface - A Fistful of Peril (with Inspectah Deck as Czarface) - 2016 (Silver Age)
- Czarface & MF DOOM - Czarface Meets Metal Face - 2018 (Get on Down)
- Czarface & Ghostface Killah - Czarface Meets Ghostface - 2019 (Silver Age)
- Czarface - The Odd Czar Against Us - 2019 (Silver Age)
- Czarface & MF DOOM - Super What? - 2021 (Silver Age)